# Тереза (Вісконсин)
Тереза (англ. Theresa) — селище (англ. village) в США, в окрузі Додж штату Вісконсин. Населення — 1255 осіб (2020).

## Географія
Тереза розташована за координатами 43°31′0″ пн. ш. 88°27′14″ зх. д. / 43.51667° пн. ш. 88.45389° зх. д. (43.516767, -88.453809).  За даними Бюро перепису населення США в 2010 році селище мало площу 2,13 км², з яких 2,07 км² — суходіл та 0,06 км² — водойми.

## Демографія
Згідно з переписом 2010 року, у селищі мешкали 1262 особи в 539 домогосподарствах у складі 365 родин. Густота населення становила 593 особи/км².  Було 588 помешкань (276/км²).
Расовий склад населення:
| - 97,5 % — білих - 0,6 % — корінних американців - 0,4 % — чорних або афроамериканців - 0,2 % — азіатів |

До двох чи більше рас належало 0,7 %. Частка іспаномовних становила 1,7 % від усіх жителів.
За віковим діапазоном населення розподілялося таким чином: 21,1 % — особи молодші 18 років, 62,7 % — особи у віці 18—64 років, 16,2 % — особи у віці 65 років та старші. Медіана віку мешканця становила 42,0 року. На 100 осіб жіночої статі у селищі припадало 104,5 чоловіків;  на 100 жінок у віці від 18 років та старших — 107,5 чоловіків також старших 18 років.
Середній дохід на одне домашнє господарство  становив 57 444 долари США (медіана — 52 625), а середній дохід на одну сім'ю — 70 236 доларів (медіана — 70 083). Медіана доходів становила 48 906 доларів для чоловіків та 38 333 долари для жінок. За межею бідності перебувало 3,6 % осіб, у тому числі 0,0 % дітей у віці до 18 років та 4,8 % осіб у віці 65 років та старших.
Цивільне працевлаштоване населення становило 613 осіб. Основні галузі зайнятості: виробництво — 31,0 %, роздрібна торгівля — 15,2 %, освіта, охорона здоров'я та соціальна допомога — 11,4 %, будівництво — 9,0 %.